# Elaphria marmorata
Elaphria marmorata là một loài bướm đêm trong họ Noctuidae.